# NGC 6110
NGC 6110 is een spiraalvormig sterrenstelsel in het sterrenbeeld Noorderkroon. Het hemelobject werd op 10 juli 1880 ontdekt door de Franse astronoom Édouard Jean-Marie Stephan.

## Synoniemen
- ZWG 196.27
- KUG 1615+352C
- PGC 57751